# Sophie Grünfeld
Sophie Grünfeld (geboren am 7. April 1856 als Sophie Schneider in Wien; gestorben am  27. Dezember 1952 in Yonkers) war eine österreichisch-jüdische Vereinsfunktionärin und Philanthropin. Für ihr humanistisches Engagement wurden ihr der Elisabeth-Orden und das Offizierskreuz des Roten Kreuzes verliehen.

## Leben
Sophie Grünfeld wurde 1856 als Tochter von Ignaz Schneider und Johanna Schneider (geb. Stöger/Steger) in Wien geboren. 1874 heiratete sie den Arzt Josef Grünfeld, mit dem sie drei Töchter und einen Sohn hatte.
Grünfeld war in der jüdischen Wohlfahrtsarbeit, insbesondere in der Armenhilfe und Kinderfürsorge, engagiert. Sie gründete 1892, zusammen mit Antonie Graf, das Kaiser Franz Josef-Ferienheim (Verein für israelitische Kinderkolonien), das zu den mitgliederstärksten jüdischen Frauenvereinen in Wien zählte und Mitglied im Bund Österreichischer Frauenvereine (BÖFV) war. Der Verein ermöglichte es jüdischen Kindern aus bedürftigen Familien, Ferien auf dem Land zu machen, u. a. in Tischnowitz bei Brünn, in Mühlhof bei Bad Vöslau und im Seehospiz in Grado. Gemeinsam mit u. a. Clotilde Benedikt, Regine Ullman und Charlotte von Königswarter initiierte sie den Verband Weibliche Fürsorge, der im Ersten Weltkrieg für die Koordination der Fürsorgeaktivitäten jüdischer Frauenwohlfahrtsvereine zuständig war. Sie übernahm dabei Ausspeisungen, Kleidersammlungen und unterstützte jüdische Flüchtlinge aus Galizien und der Bukowina. Sophie Grünfeld vertrat eine moderne Auffassung von Wohlfahrt, die sie nicht als Almosen, sondern als Hilfe zur Selbsthilfe verstand. So gründete sie 1917 eine Mädchenschule für Flickschusterei, deren Schülerinnen zusätzlich lernten, andere in diesem neuen Frauenberuf auszubilden.
Für ihr humanistisches Engagement wurde Sophie Grünfeld der Elisabeth-Orden und 1926, zu ihrem 70. Geburtstag, das Offizierskreuz des Roten Kreuzes verliehen. Letztere Auszeichnung erhielt vor ihr nur eine Frau, Marianne Hainisch.
Als die Nationalsozialisten die Macht übernahmen, musste Sophie Grünfeld 1938 82-jährig aus Wien fliehen. Ihre Flucht führte sie in die USA, wo sie 1945 die US-amerikanische Staatsbürgerschaft erhielt. Ihre letzten Jahre verbrachte sie in einem Heim des B’nai B’rith.

## Auszeichnungen
- Elisabeth-Orden
- Offizierskreuz des Roten Kreuzes